# Xavier Noiret-Thomé
Xavier Noiret-Thomé (Charleville-Mézières, 2 de febrero de 1971) es un pintor francés. Al acabar Bellas Artes en Rennes en 1995, pasó una temporada en el centro de arte contemporáneo de Domaine de Kerguehennec. De 1996 a 1997, vive en la residencia de Rijksakademie Van Beeldende Kunsten de Ámsterdam. En 1999, consigue un taller en el museo de Paul Gauguin de Pont-Aven. En 2001 le otorgan el premio «Jeune Peinture Belge» en la Académie royale des Beaux-Arts de Bruxelles de Bruselas. En 2005 lo galardonan en la Académie de France à Rome y obtiene permanencia en la Villa Médicis. Desde 2000, trabaja en Charleville-Mézières y Bruselas.

## Exposiciones

### Individuales
- 1989: «Idiosycrasie-Idiopathique», Galerie Futur-Interieur, Charleville-Mézières
- 1995: Centre d'Art Contemporain de la Ferme du Buisson, Noisiel
- 2001: Galerie-1, Fondation pour l'Architecture, Bruselas
- 2001: Galerie Catherine Bastide, Bruselas
- 2002:
- 2002: «Cycles», Galerie Jennifer Flay, París
- 2003: «Chroniques/Chromiques», Galerie Baronian Francey Bruselas
- 2004: «Hypermnésique», Galerie Philippe Casini, París
- 2004: «Nouvelles Peinture», Galerie Léa Gredt, Luxemburgo
- 2005: Galerie Tanit, Múnich
- 2005: «Pour un concept d'espace-temps», con Michel François, Fri-Art, Fribourg

### Colectivas
- 1993: «La grandeur inconnue», Domaine de Kerguéhennec, Bignan
- 1994: «Praxis», Domaine de Kerguéhennec, Bignan
- 1996: «Paint», Galerij Tanya Rumpf, Haarlem
- 1996: «Open Atelier», Rijksakademie van Beeldende Kunsten, Ámsterdam
- 1997: «Printemps», École Régionale des Beaux-Arts, Rennes
- 1997: Biennale du Montenegro, Cétinié
- 1997: «Travaux d'artistes», Alliance française, Róterdam
- 1997: «Open Atelier», Rijksakademie van Beeldende Kunsten, Ámsterdam
- 1998: «Les objets contiennent l'infini », Domaine de Kerguéhennec, Bignan
- 1999: «In Situ», ORCCA, Reims
- 2000: «Dépaysement I», Domaine de Kerguéhennec, Bignan
- 2000: «Dépaysement II», Museum Dhondt-Dhaenens, Deurle
- 2000: «Nouvelles acquisitions», Frac Champagne-Ardennes, Reims
- 2001: «De la couleur», Musée d'Art Moderne de la ville de Troyes, Troyes
- 2001: «Ici et Maintenant», Tour & Taxis, Bruxelles
- 2001: «Prix de la Jeune Peinture Belge », Palais des Beaux-Arts, Bruxelles
- 2002: «Family Plot», Galerie Baronian-Francey, Bruxelles
- 2002: «Looking at Painting I», Galerie Tanit, Múnich
- 2003: «Voir en peinture», Centre d'Art Contemporain Le Plateau, Paris
- 2003: «932 m³», OPALC, Amberes
- 2004: «Voir en peinture II», Zamek, Varsovia
- 2004: «Love is in the air», Matrix art project, Bruselas
- 2004: «Grosse, Majerus, Scheibitz, Noiret-Thomé», Galerie Baronian-Francey, Bruselas
- 2004: «De leur temps, jeunes collections françaises», Musée des Beaux-Arts de Tourcoing
- 2004: «No friture», Kunstverein Ludwigshafen, Mannheimer Kunstverein
- 2005: Musée des Beaux-Art de Tourcoing, Tourcoing
- 2005: "Plat pays en 3 dimensions", Galerie Philippe Casini, París